# Metagoniochernes picardi
Metagoniochernes picardi är en spindeldjursart som beskrevs av Max Vachon 1939. Metagoniochernes picardi ingår i släktet Metagoniochernes och familjen blindklokrypare. Inga underarter finns listade i Catalogue of Life.